# Ромейко-Гурко, Николай Александрович
Николай Александрович Ромейко-Гурко (5 июня (24 мая) 1866, Оршанский уезд, Могилёвская губерния — 1923) — русский и советский инженер, изобретатель. Известен разработкой светящихся электрических часов, установленных на Эйфелевой башне, а также вкладом в развитие железнодорожного транспорта.

## Ранние годы и обучение
Николай Александрович родился 5 июня (24 мая) 1866 в Оршанском уезде Могилёвской губернии. Его отец, Александр Леонтьевич Ромейко-Гурко, был земским деятелем Смоленской губернии. Когда Николаю Александровичу было 3 года, скончалась его мать — Софья Васильевна Вонлярлярская (дочь писателя В. А. Вонлярлярского). Достаточно рано у Н. А. Ромейко-Гурко стали проявляться способности к точным наукам, но, по семейной традиции, он был отправлен в Полоцкую военную гимназию, затем во Второй Московский кадетский корпус. По окончании кадетского корпуса, Николай Александрович поступил в Императорское высшее техническое училище. На талантливого студента обратил внимание преподаватель училища, известный механик, Николай Егорович Жуковский. Впоследствии научное наставничество перешло в крепкую дружбу. В 1891 году Н. А. Ромейко-Гурко окончил училище. Через некоторое время он продолжил обучение в Льежском университете в Бельгии по специальности инженер-электрик, окончив его в 1897. С 1900 года работал на Николаевской железной дороге.

## Часы на Эйфелевой башне
По одним данным, его самое известное творение — часы на Эйфелевой башне — были запущены во время Всемирной выставки 1900 года в Париже. По другим, в 1907 году. Часы представляли собой конструкцию со светящимися цифрами, высотой 6 метров, и были видны парижанам со значительного расстояния. В ночное время часы затмевали собой Эйфелеву башню, поэтому Гюстав Эйфель установил в 1909 году на верхнем уровне башни маяк. Эйфель был в дружеских отношениях с Н. А. Ромейко-Гурко и часы решил не убирать. В 30-х годах XX века часы были демонтированы в связи с изменением устройства освещения Эйфелевой башни. В память о часах были выпущены открытки с их фотографией и надписью «Светящиеся часы системы инженера Гурко» на французском и русском языках.

В 1905 году принцип электрических часов был запатентован во Франции, в 1907 году в Германии. До 1917 года подобные часы были установлены на вокзалах Московской и Николаевской железных дорогах. На системе инженера Гурко основывались часы, установленные в 1946 году в Московском метрополитене. Было изготовлено 24 экземпляра часов, работавших вплоть до 1980 года.

## Последующая работа
Другие изобретения Николая Александровича были направлены на развитие железнодорожного транспорта. В 1900 году им была запатентована система определения неисправностей на железной дороге — схема прибора, автоматически записывающего толчки, получаемые вагоном в пути. В 1913 году разработанный Н. А. Ромейко-Гурко способ определения расхода жидкого топлива использовался при испытаниях дизель-генератора. Для исследования передвижения колёсной пары по железнодорожным путям, Николай Александрович разработал так называемую «тележку Ромейко-Гурко». Во время своих частых визитов в Смоленск, Ромейко-Гудко оказывает консультативную помощь Смоленскому отделению Электрического общества в строительстве трамвайной системы и электростанции.

В 1920 году мастерская-лаборатория в Клину, в которой трудился Николай Александрович, была разграблена и сгорела. После этого он некоторое время работает в Народном комиссариате путей сообщения, где в 1922 году выступает с докладом «Об электрическом самоходе», в котором предсказывает дальнейшее развитие железнодорожного транспорта. В 1923 году Николай Александрович тяжело заболевает и умирает в доме своей племянницы Ольги Триодиной. Захоронен Н. А. Ромейко-Гурко на Введенском кладбище в Москве. В советские годы имя Николая Александровича Ромейко-Гурко было забыто.